# Llista de topònims de Pradell de la Teixeta
Llista de topònims (noms propis de lloc) del municipi de Pradell de la Teixeta, al Priorat
Informació actualitzada per un bot. Els canvis manuals es perdran quan s'actualitzi!

## cabana
| imatge | Nom                       | Ubicat a              | instància de | Detalls | coordenades                                                          | Protecció | Commons (més fotos) | Dades a WD                    |
| ------ | ------------------------- | --------------------- | ------------ | ------- | -------------------------------------------------------------------- | --------- | ------------------- | ----------------------------- |
|        | Corral Nou                | Pradell de la Teixeta | cabana       |         | 41° 09′ 32″ N, 0° 52′ 44″ E / 41.1588248664874°N,0.878868664450446°E |           |                     | Modifica les dades a Wikidata |
|        | caseta de l'Alberto       | Pradell de la Teixeta | cabana       |         | 41° 08′ 11″ N, 0° 52′ 08″ E / 41.1363220570522°N,0.868954982545497°E |           |                     | Modifica les dades a Wikidata |
|        | caseta del Jaume Raimundo | Pradell de la Teixeta | cabana       |         | 41° 08′ 20″ N, 0° 52′ 18″ E / 41.1388036318755°N,0.871638744273218°E |           |                     | Modifica les dades a Wikidata |
|        | caseta del Raimundo       | Pradell de la Teixeta | cabana       |         | 41° 08′ 18″ N, 0° 52′ 15″ E / 41.1381949850493°N,0.870872091615747°E |           |                     | Modifica les dades a Wikidata |
|        | casetes del Túnel         | Pradell de la Teixeta | cabana       |         | 41° 08′ 06″ N, 0° 52′ 55″ E / 41.1349519360989°N,0.882080485978428°E |           |                     | Modifica les dades a Wikidata |
|        | lo Corralot               | Pradell de la Teixeta | cabana       |         | 41° 09′ 10″ N, 0° 53′ 51″ E / 41.1526792989651°N,0.897383027810332°E |           |                     | Modifica les dades a Wikidata |

## casa
| imatge | Nom             | Ubicat a              | instància de | Detalls                                          | coordenades                                        | Protecció                                  | Commons (més fotos) | Dades a WD                    |
| ------ | --------------- | --------------------- | ------------ | ------------------------------------------------ | -------------------------------------------------- | ------------------------------------------ | ------------------- | ----------------------------- |
|        | Cal Cabré       | Pradell de la Teixeta | casa         | Estil: arquitectura popular                      | 41° 09′ 22″ N, 0° 52′ 32″ E / 41.15608°N,0.87563°E | bé integrant del patrimoni cultural català |                     | Modifica les dades a Wikidata |
|        | Cal Joan Isabel | Pradell de la Teixeta | casa         | Estil: arquitectura popular                      | 41° 09′ 25″ N, 0° 52′ 32″ E / 41.15697°N,0.87549°E | bé integrant del patrimoni cultural català |                     | Modifica les dades a Wikidata |
|        | Cal Just        | Pradell de la Teixeta | casa         | Estil: arquitectura popular                      | 41° 09′ 22″ N, 0° 52′ 31″ E / 41.15615°N,0.87531°E | bé integrant del patrimoni cultural català |                     | Modifica les dades a Wikidata |
|        | Cal Motxo       | Pradell de la Teixeta | casa         | Estil: arquitectura popular                      | 41° 09′ 23″ N, 0° 52′ 34″ E / 41.15646°N,0.87615°E | bé integrant del patrimoni cultural català |                     | Modifica les dades a Wikidata |
|        | Cal Roc         | Pradell de la Teixeta | casa         | Estil: arquitectura barroca arquitectura popular | 41° 09′ 20″ N, 0° 52′ 32″ E / 41.15564°N,0.8755°E  | bé integrant del patrimoni cultural català |                     | Modifica les dades a Wikidata |

## cova
| imatge | Nom                   | Ubicat a              | instància de | Detalls | coordenades                                                          | Protecció | Commons (més fotos) | Dades a WD                    |
| ------ | --------------------- | --------------------- | ------------ | ------- | -------------------------------------------------------------------- | --------- | ------------------- | ----------------------------- |
|        | cova de l'Arbonès     | Pradell de la Teixeta | cova         |         | 41° 09′ 24″ N, 0° 51′ 46″ E / 41.1565556958454°N,0.862829362554493°E |           |                     | Modifica les dades a Wikidata |
|        | cova de les Quimeres  | Pradell de la Teixeta | cova         |         | 41° 08′ 54″ N, 0° 51′ 11″ E / 41.1484303104943°N,0.853095794372575°E |           |                     | Modifica les dades a Wikidata |
|        | cova del Petitot      | Pradell de la Teixeta | cova         |         | 41° 08′ 47″ N, 0° 52′ 36″ E / 41.1463922808625°N,0.87676724412912°E  |           |                     | Modifica les dades a Wikidata |
|        | cova del Rector       | Pradell de la Teixeta | cova         |         | 41° 09′ 22″ N, 0° 52′ 51″ E / 41.1559885989629°N,0.880878844297295°E |           |                     | Modifica les dades a Wikidata |
|        | cova dels Quatre Gats | Pradell de la Teixeta | cova         |         | 41° 09′ 12″ N, 0° 51′ 23″ E / 41.1534438064985°N,0.856292738989999°E |           |                     | Modifica les dades a Wikidata |

## entitat singular de població
| imatge | Nom                   | Ubicat a              | instància de                                   | Detalls | coordenades                                                                 | Protecció | Commons (més fotos) | Dades a WD                    |
| ------ | --------------------- | --------------------- | ---------------------------------------------- | ------- | --------------------------------------------------------------------------- | --------- | ------------------- | ----------------------------- |
|        | Pradell de la Teixeta | Pradell de la Teixeta | entitat singular de població capital municipal | 171 hab | 41° 09′ 24″ N, 0° 52′ 34″ E / 41.15669811°N,0.87598608°E 462 msnm           |           |                     | Modifica les dades a Wikidata |
|        | l'Estació             | Pradell de la Teixeta | entitat singular de població                   | 7 hab   | 41° 08′ 04″ N, 0° 51′ 33″ E / 41.134521165527°N,0.85910702526299°E 354 msnm |           |                     | Modifica les dades a Wikidata |
|        | la Torre              | Pradell de la Teixeta | entitat singular de població                   | 0 hab   | 41° 09′ 25″ N, 0° 52′ 35″ E / 41.15700154°N,0.87632189°E 466 msnm           |           |                     | Modifica les dades a Wikidata |

## font
| imatge | Nom               | Ubicat a              | instància de | Detalls                     | coordenades                                                          | Protecció                   | Commons (més fotos) | Dades a WD                    |
| ------ | ----------------- | --------------------- | ------------ | --------------------------- | -------------------------------------------------------------------- | --------------------------- | ------------------- | ----------------------------- |
|        | font de les Coves | Pradell de la Teixeta | font         |                             | 41° 09′ 08″ N, 0° 51′ 32″ E / 41.15231400202°N,0.858986992087112°E   |                             |                     | Modifica les dades a Wikidata |
|        | font del Peli     | Pradell de la Teixeta | font         |                             | 41° 09′ 30″ N, 0° 53′ 39″ E / 41.1582060657079°N,0.894226877707947°E |                             |                     | Modifica les dades a Wikidata |
|        | font pública      | Pradell de la Teixeta | font         | Estil: arquitectura popular | 41° 09′ 27″ N, 0° 52′ 28″ E / 41.15748°N,0.87447°E                   | bé cultural d'interès local |                     | Modifica les dades a Wikidata |

## forn de guix
| imatge | Nom                             | Ubicat a              | instància de | Detalls                     | coordenades | Protecció                                  | Commons (més fotos) | Dades a WD                    |
| ------ | ------------------------------- | --------------------- | ------------ | --------------------------- | ----------- | ------------------------------------------ | ------------------- | ----------------------------- |
|        | Forns de guix del coll del Guix | Pradell de la Teixeta | forn de guix | Estil: arquitectura popular |             | bé integrant del patrimoni cultural català |                     | Modifica les dades a Wikidata |
|        | Fàbrica de guix                 | Pradell de la Teixeta | forn de guix | Estil: arquitectura popular |             | bé integrant del patrimoni cultural català |                     | Modifica les dades a Wikidata |

## granja
| imatge | Nom               | Ubicat a              | instància de | Detalls | coordenades                                                          | Protecció | Commons (més fotos) | Dades a WD                    |
| ------ | ----------------- | --------------------- | ------------ | ------- | -------------------------------------------------------------------- | --------- | ------------------- | ----------------------------- |
|        | Granges del Toter | Pradell de la Teixeta | granja       |         | 41° 09′ 01″ N, 0° 51′ 58″ E / 41.1503411308042°N,0.86624870006596°E  |           |                     | Modifica les dades a Wikidata |
|        | Granja del França | Pradell de la Teixeta | granja       |         | 41° 09′ 56″ N, 0° 53′ 11″ E / 41.1654661304701°N,0.886378030398707°E |           |                     | Modifica les dades a Wikidata |

## masia
| imatge | Nom                          | Ubicat a              | instància de | Detalls | coordenades                                                          | Protecció | Commons (més fotos) | Dades a WD                    |
| ------ | ---------------------------- | --------------------- | ------------ | ------- | -------------------------------------------------------------------- | --------- | ------------------- | ----------------------------- |
|        | Casa de l'Aimamí             | Pradell de la Teixeta | masia        |         | 41° 07′ 51″ N, 0° 50′ 16″ E / 41.1309203936386°N,0.837691836684593°E |           |                     | Modifica les dades a Wikidata |
|        | Casal del Baró d'Escornalbou | Pradell de la Teixeta | masia        |         | 41° 09′ 23″ N, 0° 52′ 30″ E / 41.1564841575491°N,0.87502329500998°E  |           |                     | Modifica les dades a Wikidata |
|        | Mas Mariona                  | Pradell de la Teixeta | masia        |         | 41° 08′ 46″ N, 0° 52′ 12″ E / 41.1461698753543°N,0.870089747836342°E |           |                     | Modifica les dades a Wikidata |
|        | Mas d'en Pistoles            | Pradell de la Teixeta | masia        |         | 41° 10′ 40″ N, 0° 52′ 17″ E / 41.1778719927707°N,0.871387301848907°E |           |                     | Modifica les dades a Wikidata |
|        | Mas d'en Rafel               | Pradell de la Teixeta | masia        |         | 41° 08′ 09″ N, 0° 51′ 15″ E / 41.1359508459894°N,0.854301145400181°E |           |                     | Modifica les dades a Wikidata |
|        | Mas de Ca la Rogera          | Pradell de la Teixeta | masia        |         | 41° 10′ 30″ N, 0° 52′ 58″ E / 41.1749922168136°N,0.882757715342903°E |           |                     | Modifica les dades a Wikidata |
|        | Mas de l'Oliva               | Pradell de la Teixeta | masia        |         | 41° 10′ 31″ N, 0° 53′ 15″ E / 41.1751864682082°N,0.887448298880945°E |           |                     | Modifica les dades a Wikidata |
|        | Mas de la Font Encantada     | Pradell de la Teixeta | masia        |         | 41° 10′ 21″ N, 0° 53′ 20″ E / 41.1725365253644°N,0.888820874712176°E |           |                     | Modifica les dades a Wikidata |
|        | Mas de la Masovera           | Pradell de la Teixeta | masia        |         | 41° 10′ 35″ N, 0° 52′ 27″ E / 41.1764845465401°N,0.87429331247809°E  |           |                     | Modifica les dades a Wikidata |
|        | Mas del Biscaí               | Pradell de la Teixeta | masia        |         | 41° 10′ 38″ N, 0° 52′ 33″ E / 41.1771689430674°N,0.87574941312607°E  |           |                     | Modifica les dades a Wikidata |
|        | Mas del Maco                 | Pradell de la Teixeta | masia        |         | 41° 09′ 33″ N, 0° 52′ 26″ E / 41.159218252819°N,0.873826576310262°E  |           |                     | Modifica les dades a Wikidata |
|        | Mas del Marquet              | Pradell de la Teixeta | masia        |         | 41° 08′ 02″ N, 0° 51′ 58″ E / 41.1339117758649°N,0.866233368680631°E |           |                     | Modifica les dades a Wikidata |
|        | Mas del Pascó                | Pradell de la Teixeta | masia        |         | 41° 10′ 36″ N, 0° 52′ 10″ E / 41.1765314814338°N,0.869523335701207°E |           |                     | Modifica les dades a Wikidata |

## muntanya
| imatge | Nom             | Ubicat a                     | instància de | Detalls | coordenades                                                       | Protecció | Commons (més fotos) | Dades a WD                    |
| ------ | --------------- | ---------------------------- | ------------ | ------- | ----------------------------------------------------------------- | --------- | ------------------- | ----------------------------- |
|        | Puig de la Font | Pradell de la Teixeta        | muntanya     |         | 41° 09′ 47″ N, 0° 52′ 23″ E / 41.163°N,0.873086°E 675.8 msnm      |           |                     | Modifica les dades a Wikidata |
|        | el Puig         | Pradell de la Teixeta        | muntanya     |         | 41° 08′ 28″ N, 0° 52′ 02″ E / 41.1411°N,0.867132°E 599.3 msnm     |           |                     | Modifica les dades a Wikidata |
|        | la Pòpia        | Falset Pradell de la Teixeta | muntanya     |         | 41° 09′ 23″ N, 0° 51′ 44″ E / 41.15627778°N,0.862325°E 671.4 msnm |           |                     | Modifica les dades a Wikidata |

## pont
| imatge | Nom                             | Ubicat a              | instància de | Detalls | coordenades                                                          | Protecció | Commons (més fotos) | Dades a WD                    |
| ------ | ------------------------------- | --------------------- | ------------ | ------- | -------------------------------------------------------------------- | --------- | ------------------- | ----------------------------- |
|        | Pont de l'Obaga                 | Pradell de la Teixeta | pont         |         | 41° 10′ 13″ N, 0° 53′ 25″ E / 41.170146961148°N,0.890149218697527°E  |           |                     | Modifica les dades a Wikidata |
|        | Pont de la Torre de Fontaubella | Pradell de la Teixeta | pont         |         | 41° 07′ 34″ N, 0° 50′ 50″ E / 41.1260570291127°N,0.847333491534925°E |           |                     | Modifica les dades a Wikidata |
|        | Pont del Pas                    | Pradell de la Teixeta | pont         |         | 41° 08′ 49″ N, 0° 51′ 52″ E / 41.1468691278919°N,0.864562029531951°E |           |                     | Modifica les dades a Wikidata |

## serra
| imatge | Nom                     | Ubicat a                                     | instància de | Detalls | coordenades                                                       | Protecció | Commons (més fotos) | Dades a WD                    |
| ------ | ----------------------- | -------------------------------------------- | ------------ | ------- | ----------------------------------------------------------------- | --------- | ------------------- | ----------------------------- |
|        | Muntanya de les Soleies | Falset Marçà Pradell de la Teixeta           | serra        |         | 41° 07′ 58″ N, 0° 50′ 05″ E / 41.1329°N,0.834826°E 551.1 msnm     |           |                     | Modifica les dades a Wikidata |
|        | les Muntanyes           | Pradell de la Teixeta                        | serra        |         | 41° 08′ 14″ N, 0° 50′ 46″ E / 41.13727778°N,0.84603889°E 549 msnm |           |                     | Modifica les dades a Wikidata |
|        | serra de Pradell        | l'Argentera Pradell de la Teixeta Duesaigües | serra        |         | 41° 09′ 10″ N, 0° 53′ 54″ E / 41.1529°N,0.898403°E 774 msnm       |           | Serra de Pradell    | Modifica les dades a Wikidata |

## Misc
| imatge | Nom                                        | Ubicat a              | instància de           | Detalls                     | coordenades                                                             | Protecció                                  | Commons (més fotos)              | Dades a WD                    |
| ------ | ------------------------------------------ | --------------------- | ---------------------- | --------------------------- | ----------------------------------------------------------------------- | ------------------------------------------ | -------------------------------- | ----------------------------- |
|        | Coll de la Teixeta                         | Pradell de la Teixeta | collada                |                             | 41° 10′ 24″ N, 0° 54′ 06″ E / 41.1734444444°N,0.901527777778°E 546 msnm |                                            |                                  | Modifica les dades a Wikidata |
|        | Santa Maria Magdalena de Pradell           | Pradell de la Teixeta | església               | Estil: arquitectura barroca | 41° 09′ 25″ N, 0° 52′ 34″ E / 41.15694°N,0.87604°E 463 msnm             | bé cultural d'interès local                | Santa Maria Magdalena de Pradell | Modifica les dades a Wikidata |
|        | Túnel de l'Argentera                       | Pradell de la Teixeta | túnel                  |                             | 41° 07′ 58″ N, 0° 51′ 36″ E / 41.1328576045285°N,0.859905884412504°E    |                                            |                                  | Modifica les dades a Wikidata |
|        | avenc del Rabassó                          | Pradell de la Teixeta | avenc                  |                             | 41° 09′ 16″ N, 0° 51′ 40″ E / 41.1543072154593°N,0.861067189847524°E    |                                            |                                  | Modifica les dades a Wikidata |
|        | casa consistorial de Pradell de la Teixeta | Pradell de la Teixeta | casa consistorial      |                             | 41° 09′ 22″ N, 0° 52′ 32″ E / 41.1562268°N,0.8755193°E                  |                                            |                                  | Modifica les dades a Wikidata |
|        | cova del Túnel                             | Pradell de la Teixeta | abric rocós            |                             | 41° 08′ 04″ N, 0° 52′ 25″ E / 41.1343076229572°N,0.873511589224033°E    |                                            |                                  | Modifica les dades a Wikidata |
|        | estació de Pradell                         | Pradell de la Teixeta | estació de ferrocarril | Estil: arquitectura popular | 41° 08′ 00″ N, 0° 51′ 31″ E / 41.1333°N,0.858622°E                      | bé integrant del patrimoni cultural català | Pradell train station            | Modifica les dades a Wikidata |